# Юрга Шедуйкіте
Юрга Шедуйкіте (лит. Jurga Šeduikytė, *10 лютого 1980, Клайпеда, Литовська РСР, СРСР) — литовська співачка та автор пісень, відома під своїм сценічним ім'ям як Jurga.

## Біографія
Юрга народилась в родині музикантів в Клайпеді (за іншими даними в Тельшяї. Коли вона була у другому класі, родина переїхала до Паланги, де вона вчила гру на фортепіано в музичній школі. Тут же закінчила щколу. Потім вивчала журналістику в Вільнюському університеті. 
2002 року брала участь у вокальному телешоу Fizz Superstar. Того ж року вона почала співати в рок-гурті Muscat під своїм псевдонімом Dingau. 2004 року зіграла в мюзиклах Ugnies medžioklė su varovais та Tadas Blinda.
2005 року почала сольну кар'єру під ім'ям Jurga. Її першим альбом Aukso Pieva (Луг із золота) спродюсований Андрюсом Мамонтовасом був випущений 16 вересня 2005 року. Перший сингл з альбому Nebijok (Не бійся) перебував на першому місці хіт-параду Литви 8 тижнів та став найбільшим хітом 2005 року. Дебютний альбом містив 12 пісень, написаних самою Юргою литовською та англійською мовами. 
19 квітня 2007 року вийшов другий альбом Юрги Instrukcija (Інструкція). Він містив 13 пісень написаних Юргою в Литві та Новій Зеландії. Випуск альбому супроводжувався туром Литвою.
У липні 2007 року з піснею «5th Season» (П'ятий сезон) вона виграла гран-прі Балтійського пісенного фестивалю, який проходив в Карлсгамні, Швеція. 1 листопада вона стала першою литовкою, яка виграла нагороду MTV за найкращий балтійський музичний проект.
28 серпня 2008 року у Юрги народився син Адас. А 26 серпня 2009 року вона одружилася з батьком свого сина Відасом Берейкісом.

## Дискографія

### Альбоми
- Aukso pieva (2005)
- Instrukcija (2007)
- +37° (Goal of Science) (2009)
- Metronomes (2011)[2]
- Breaking The Line (2013)[3]
- Giliai Vandeny (2015)
- Not Perfect (2017)